# Goldenes Kreuz (Regensburg)

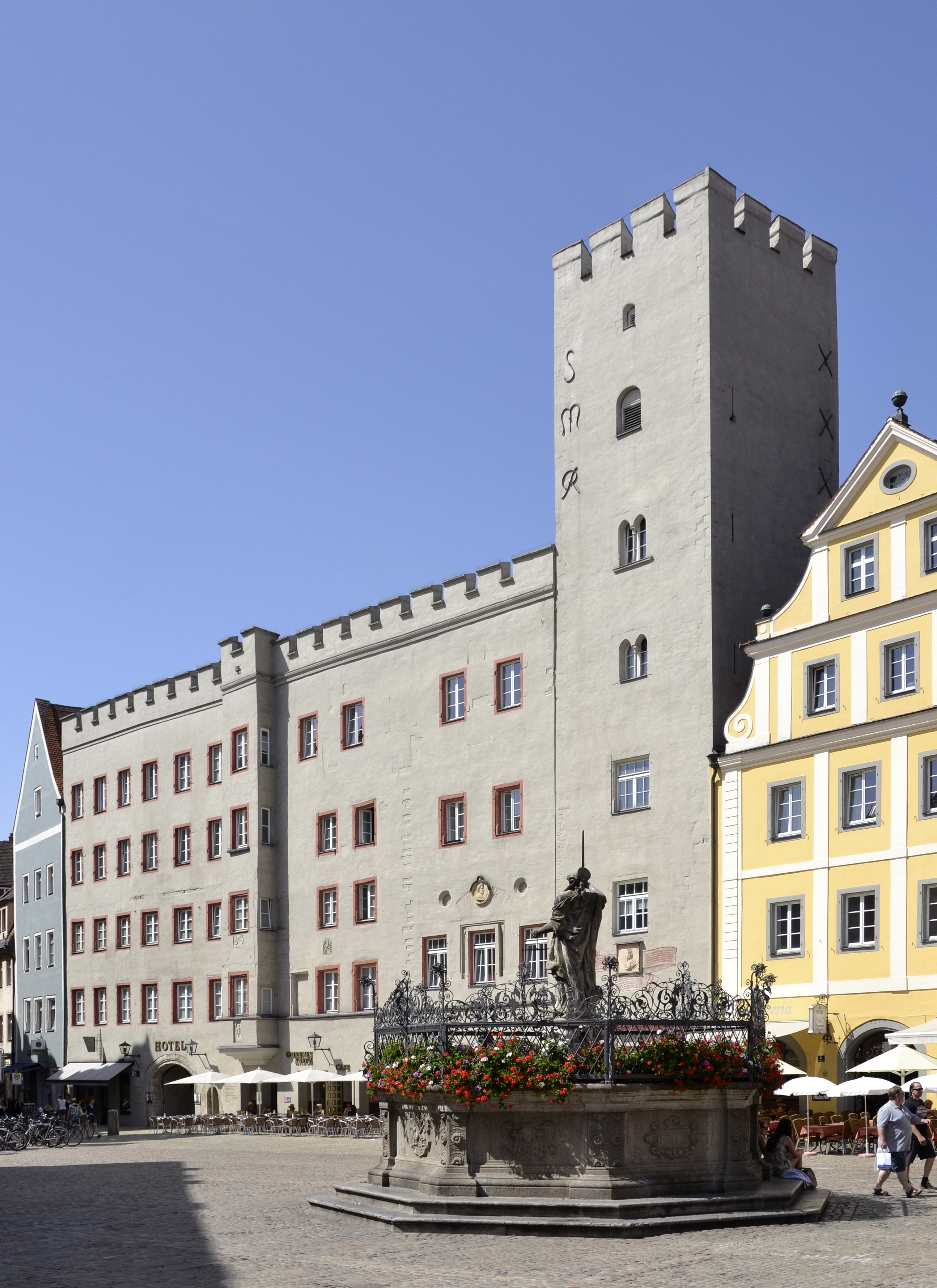
Kaiserherberge Goldenes Kreuz in Regensburg

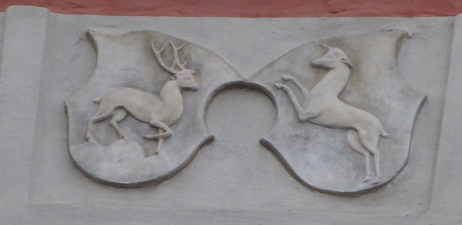
Allianzwappen des Hans Thuner und der Ursula Fugger

Das Goldene Kreuz ist eine ehemalige Patrizierburg bzw. ein Geschlechterturm auf dem Haidplatz der oberpfälzischen Hauptstadt und ehemaligen Reichsstadt Regensburg in Bayern (Haidplatz 7).

## Geschichte

### Baugeschichte
Der Turm des Hauses im Osten und das westlich an den Turm anschließende viergeschossige Wohnhaus wurden um 1250 errichtet. Als älteste Besitzer des Ensembles werden die Weltenburger genannt. Wie eine Wappentafel von 1456 deutlich macht, erwarb der Ratsherr Hermann Zeller das Haus von der Witwe Anna Weltenburger. Auf diesen Besitzer folgte eine Besitzerreihe bedeutsamer Regensburger Patriziergeschlechter, wie die Krafft, die Seidl, die Schwöller, die Schlumberger und die Hauer. Das anschließende westliche ursprünglich dreigeschossige Gebäude mit steilem Satteldach und Erker – errichtet 1521/27 – war laut einer Bronzeinschrift von 1527 auf dem Erker im Besitz des Hans Thuner und seiner Frau Ursula, geborene Fugger. Das Allianzwappen der beiden (mit Hirsch und Reh) kehrte nochmals an der Fensterbrüstung des zweiten Erkergeschosses wieder. Erst 1862 wurde dieses jüngere Gebäude mit dem Erker um zwei Geschosse aufgestockt. Danach entstand das heutige einheitliche Fassadenbild durch das Anbringen eines durchgehenden abschließenden Kranzes von Zinnen. Das verlieh dem gesamten Anwesen die beeindruckende Wirkung einer Patrizierburg. Die Innenausstattung der Räume wurden vor allem in dem zum Haidplatz ausgerichteten Teilen nach den neuesten Modeerscheinungen gestaltet. Im Kaisersaal ist die barocke Stuckdecke erhalten und im Rückgebäude die Jugendstildecke des Tanzsaales, der seit seiner Einrichtung 1865 für seinen auf Federn schwingenden Tanzboden berühmt war.

### Geschichte der Nutzung
Bereits im 16. Jahrhundert wurde das Gebäude als Gasthof genutzt, wobei in der komfortablen Herberge Kaiser und Könige, Fürsten und Diplomaten abstiegen. So nahm hier um 1530 Kaiser Ferdinand I.  auf seiner Krönungsreise nach Aachen Quartier. Kaiser Karl V. logierte drei Mal im Goldenen Kreuz, so auch während der Reichsversammlungen zwischen 1532 und 1541. Bei seinem letzten Aufenthalt lernte der verwitwete Kaiser seine Altersliebe Barbara Blomberg, Tochter des Regensburger Gürtlers Wolfgang Plumberger und seiner Frau Sibilla, kennen und zeugte mit ihr den unehelich geborenen Sohn Don Juan de Austria. Eine Inschrift auf dem Turm des Goldenen Kreuzes berichtet von diesem damals streng gehüteten Ereignis.

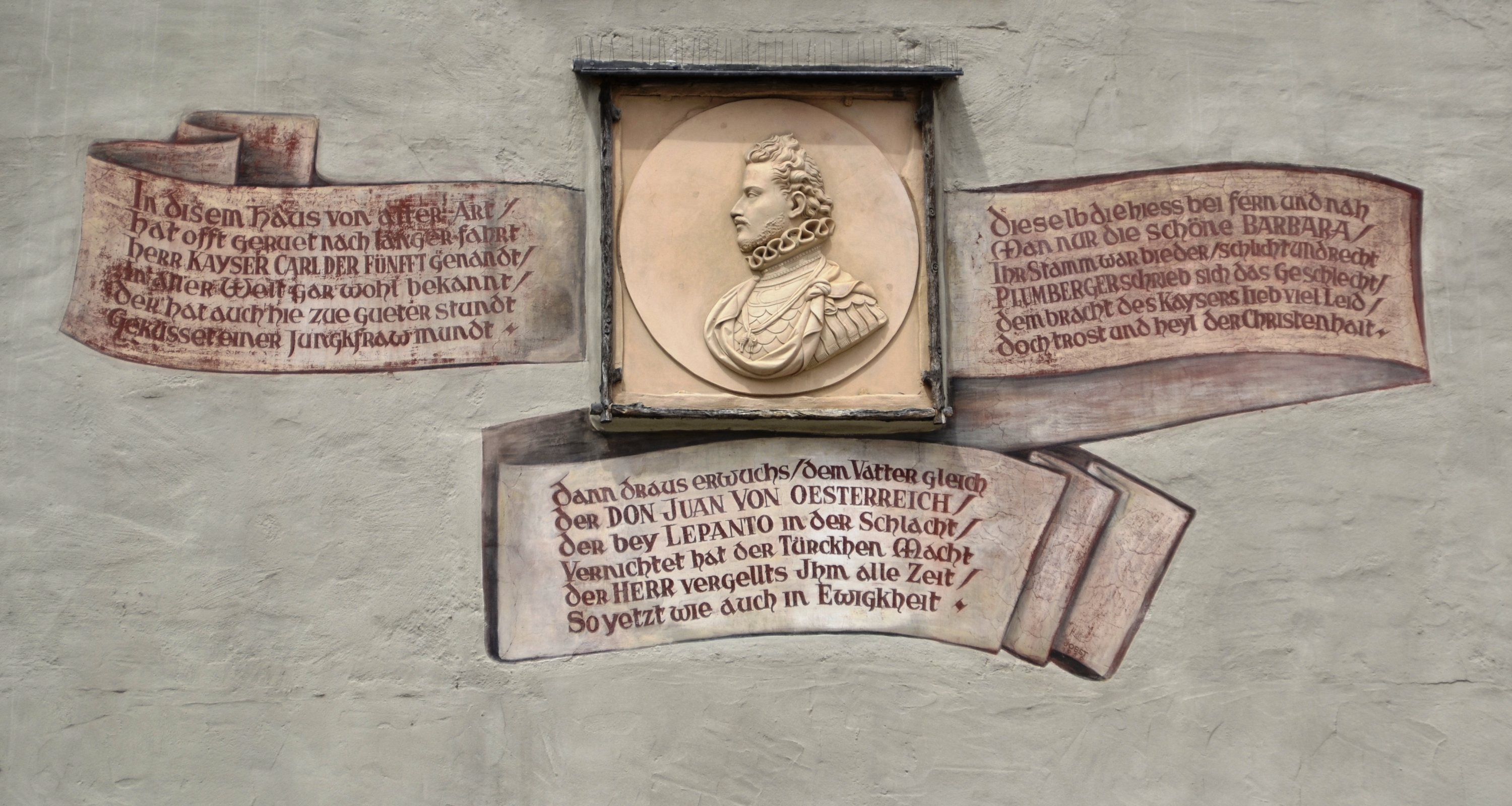
Inschrift in Erinnerung an die Geburt des Don Juan von Österreich am 24. Februar 1547 in Regensburg

Nach der Besetzung von Regensburg im Dreißigjährigen Krieg durch die Schweden im November 1633 nahm  deren Oberbefehlshaber Bernhard von Sachsen-Weimar für einige Zeit im Gasthof zum Goldenen Kreuz Quartier.
Bis 1898 residierten viele Prominente im Nobelhotel. 1863 war Kaiser Franz Joseph von Österreich zu Gast. Aufgrund des großen Interesses, das der Kaiser dem Don Juan de Austria entgegenbrachte, ließen die damaligen Hotelbesitzer Karl und Adolf Peters 1865 ein Bild des Helden von Lepanto  an der Hausfront anbringen, das der Stadtamhofer Bildhauer Friedrich Preckel verfertigte (als Vorbild diente eine Gedenkmünze von 1571). Der Text stammt von dem Lokalhistoriker Carl Woldemar Neumann und lautet:

„In disem Haus von alter Art /
hat offt geruet nach langer fahrt
Herr KAYSER CARL DER FÜNFFT genandt /
In aller Welt gar wohl bekannt /
der hat auch hie zue gueter stundt
Geküsset einer Jungkfraw mundt.
Dieselb die hiess bei fern und nah
Man nur die schöne BARBARA /
Ihr Stamm war bieder / schlicht und recht 
PLUMBERGER schrieb sich das Geschlecht /
dem bracht des Kaysers lieb viel Leid /
doch trost und heyl der Christenhait.
Dann draus erwuchs / dem Vatter gleich
der DON JUAN VON OESTERREICH /
der bey LEPANTO in der Schlacht /
Vernichtet hat der Türckhen Macht.
der HERR vergellts Ihm alle Zeit /
So yetzt wie auch in Ewigkheit.“

Auch König Ludwig I. von Bayern übernachtete sowohl in seiner Zeit als Kronprinz wie auch als König im Goldenen Kreuz. So war er 1842 anlässlich der Eröffnungsfeier der Walhalla hier Gast. Anlässlich der Aufnahme einer Marmorbüste in die Walhalla von König Ludwig I. am 25. August 1890 enthüllte Prinzregent Luitpold ein Stucktondo am Goldenen Kreuz mit einer Reliefbüste König Ludwigs, die von dem damaligen Hotelbesitzer Wilhelm Schrotberger gestiftet worden war.

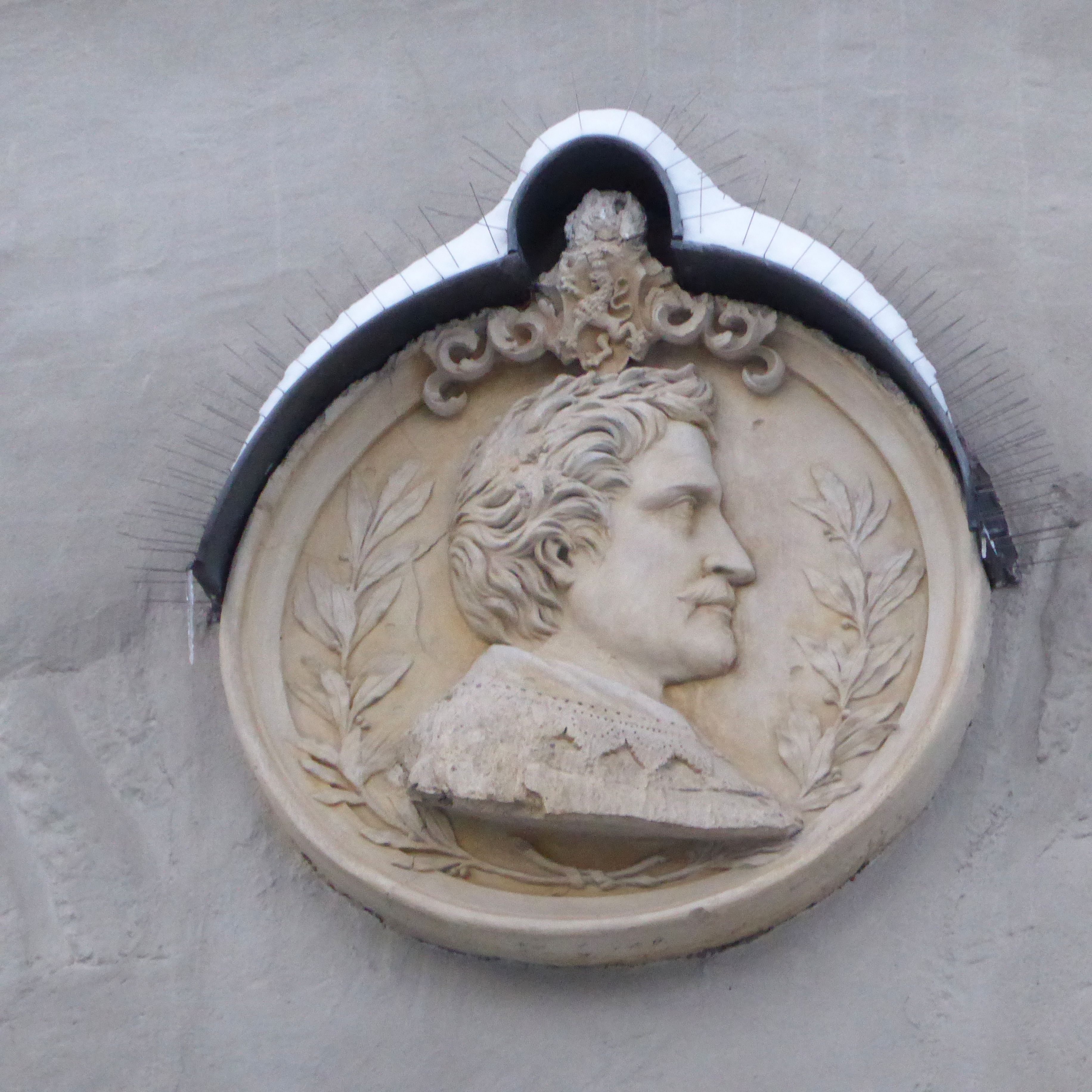
Reliefbüste König Ludwig I.

Für die Ministerkonferenz von 1865 diente das Goldene Kreuz als Tagungsort. Damals trafen sich hier u. a. König Wilhelm I. von Preußen, der damalige Ministerpräsident von Preußen Otto von Bismarck, König Johann von Sachsen und seine Gemahlin Amalie Auguste von Bayern. König Ludwig II. von Bayern weilte am 10. August 1871 für einige Stunden im Goldenen Kreuz, als er an diesem Tag dem Kaiser Wilhelm I. nach Schwandorf entgegenfuhr. Kaiser Wilhelm I. übernachtete aber im Goldenen Kreuz.
Eine Besonderheit in dem Gebäude war ein „Schwingender Tanzboden“, den die Besitzer Peters 1865 einbauen ließen. Im späten 19. Jahrhundert waren die hier gefeierten sog. „Kreuzbälle“ wichtige gesellschaftliche Ereignisse.
Der Niedergang des Hotels „Zum goldenen Kreuz“  begann nach 1810 mit der Entstehung und Bebauung der damals als Prachtstraße geplanten neuen Maximilianstraße. Mit dieser Straße richtete sich die Stadt zum Bahnhof hin aus und am damaligen Ende dieser Straße  entstand 1888 in Bahnhofsnähe und von den Bäumen der Fürst-Anselm-Allee umgeben als neues Prunkhotel das Parkhotel Maximilian. 1898 schloss der berühmte Gasthof „Zum goldenen Kreuz“ seine Pforten.

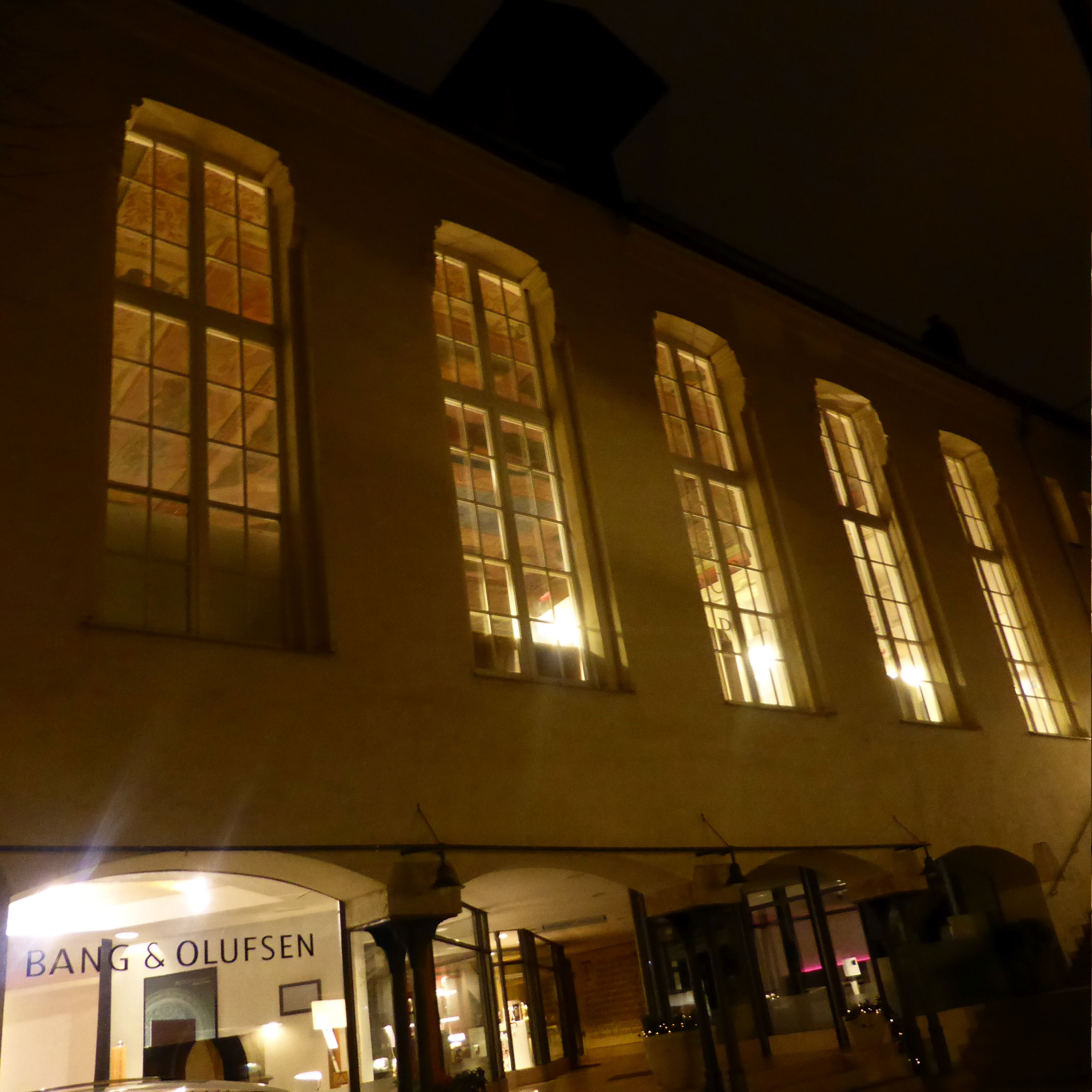
Kreuzsaal im Goldenen Kreuz

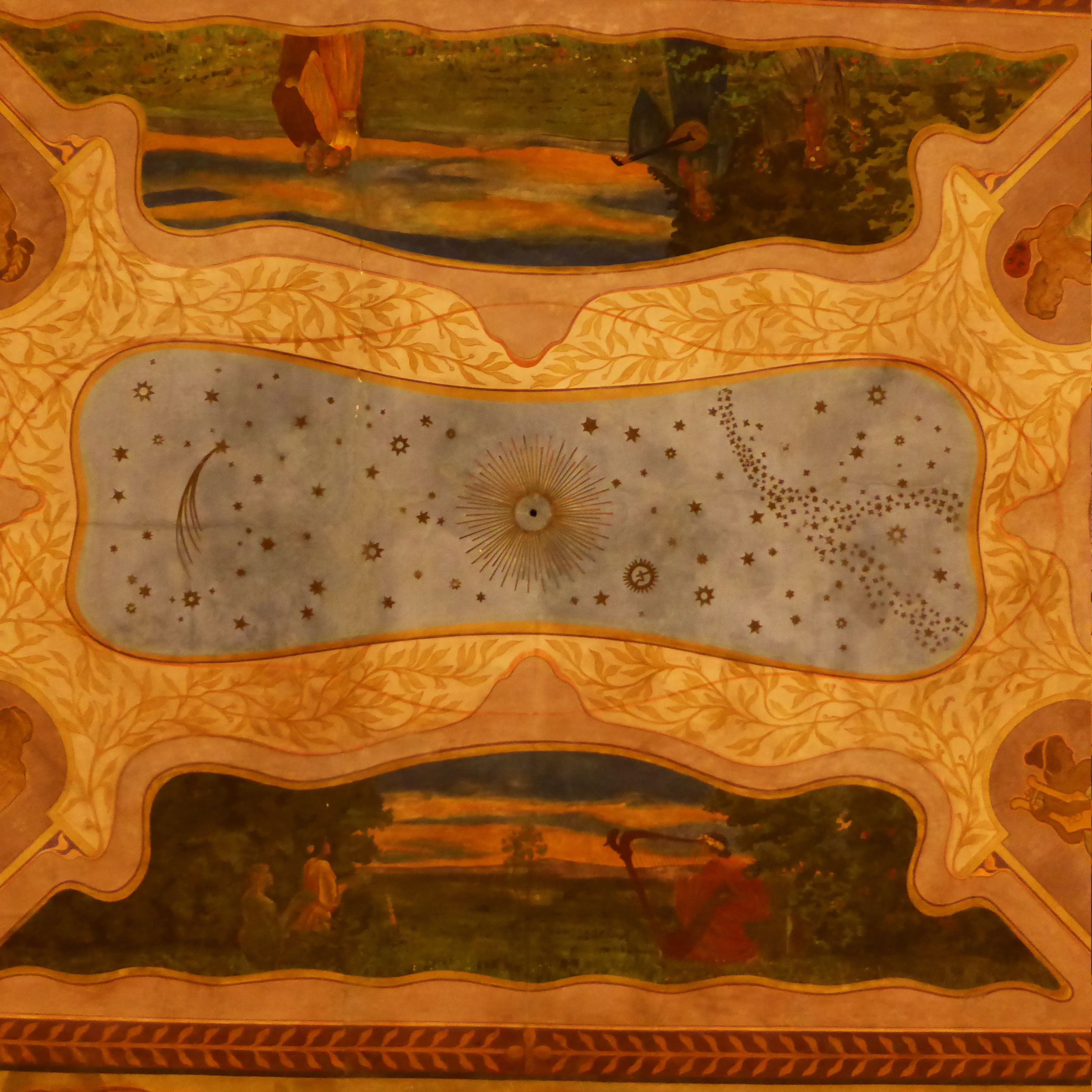
Jugendstilmalerei an der Decke des Kreuzsaals

## Einzelheiten zur Baulichkeit
Bis 1862 bestand das Gebäude aus einem frühgotischen Turm, einem westlichen Wohnanbau und einem weiteren niedrigen Anbau mit einem Staffelgiebel. Durch den dann vorgenommenen Umbau wurden die früheren Gebäudeteile mit einer einheitlichen Front mit Zinnen versehen. Der Erker wurde bis in das vierte Obergeschoss hochgemauert.
Der siebengeschossige Turm des Goldenen Kreuzes schließt mit einem Zinnenkranz ab. Im 3. und 4. Obergeschoss sind je eine spitzbogige Doppelarkade, Trennungssäule und Kelchkapitell sind von 1250. An der Ostseite befinden sich zwei Schießscharten. Im anschließenden Wohngebäude ist eine spitzbogige Dreierarkade erhalten. Eine dem hl. Leonhard geweihte Kapelle befand sich vermutlich im Erdgeschoss des Turmes. Ein später als Kapelle genutzter Raum wurde 1898 unterteilt und bei Renovierungsmaßnahmen 1933 wieder freigelegt. Er besitzt vier Kreuzjoche, die von einem achtseitigen Mittelpfeiler gestützt werden. Das Gewölbe stammt aus dem 15. Jahrhundert; hier hat Kaiser Karl V. zu Ostern 1541  eine Fußwaschung an zwölf Greisen durchgeführt. Erst 2013 wurde ein schwarzes Holzbrett für 30 Zimmer-Schlüssel an der Türe zum ehemaligen Hauskapelle gefunden, die nach der Reformation offensichtlich zur Rezeption umgebaut wurde.
Im ersten Obergeschoss des Wohntraktes befindet sich der sog. „Kaisersaal“. Die barocke Stuckdecke stammt von 1650, im Mittelfeld ist der Reichsadler zu sehen, in den Eckfeldern sind die vier Elemente dargestellt. Im Rückgebäude, ebenfalls im ersten Obergeschoss, findet sich der sog. „Kreuzsaal“, in dem die berühmten „Kreuzbälle“ stattfanden. Dieser ist mit Jugendstilmalerei ausgestattet.

## Entwicklung der heutigen Nutzung
Nach der Schließung des Hotels um 1900 wurden erst im Jahr 1968 wieder Gäste in einem Caféhaus empfangen. Beim Verkauf des Hauses an die Familie Horsch im Jahr 1977 war das Gebäude in einem maroden Gesamtzustand. Die desolate Statik des Gebäudes war für die Planer und Denkmalpfleger eine große Herausforderung. Man entdeckte neben verschütteten Brunnen auch gebrochene Balkendecken, Fäulnis und Wurmbefall. Alle Decken mussten gesichert und vom Schutt entlastet werden. Die gesamte Gründung des Hauses wurde überarbeitet, um die Standfestigkeit wieder herzustellen. Treppen und Dachkonstruktionen wurden saniert oder erneuert. Innen- und Außenputz mitsamt den Wandmalereien mussten restauriert werden. Neue Türen und Fenster wurden eingebaut und Heizung und Wasserversorgung wurden installiert. Insgesamt wurde eine gigantische Aufgabe bewältigt und es entstanden moderne Wohnungen und Geschäftsräume.
Seit 2005  wird in dem Gebäude das „Hotel Goldenes Kreuz“ der Familie Horsch betrieben. Im Erdgeschoss befindet sich das „Café Goldenes Kreuz“, vermutlich in dem Saal, der einst auch Treffpunkt der Könige war. Neben diversen Geschäftslokalen (z. B. der Geigenbaumeister Helmut Pöser oder „Bang & Olufsen“) ist hier auch das „Aktionshaus Keup“ angesiedelt.